# Justin Deeley
Justin Deeley (* 1. Februar 1986 in Louisville, Kentucky) ist ein US-amerikanischer Schauspieler und Model, der international unter anderem durch seine Rolle des Austin Tallridge in der Remake-Jugendserie 90210 bekannt wurde.

## Leben
Seine Interesse für Schauspielerei begann im Alter von acht Jahren, als seine Mutter ihn mit zu einem Theaterstück seines Cousins mitnahm. Nach Abschluss der Highschool besuchte Justin Deeley die University of Louisville. Dort spielte er auch zu Anfang in der Footballmannschaft. Während seines Studiums der Schauspielerei verbrachte er zwei Monate in London. Er schloss sein Studium mit einem Bachelor of Arts in Liberal Studies ab. Seinen ersten Modelvertrag unterzeichnete Deeley kurz nach seinem Abschluss. Seitdem hat er für A|X  und für Emporio Armani Underwear gemodelt.
Zu seinen bekanntesten Fernsehrollen gehört die des Trainers in dem Film All Inclusive, die des Roman in Blink. Des Weiteren wird er im Jahr 2013 in dem Film The Wicked als Zach zu sehen sein.
Außerdem absolvierte Deeley zahlreiche Auftritte in Serien, so war er zum Beispiel 2010 in zwei Folgen von Victorious zu Gast, sowie in vier Folgen von Never Fade Away. In Deutschland erlangte er vor allem Bekanntheit durch seine Rolle des Austin Tallridge in 90210. Von Juni 2013 bis Juni 2014 war er als Schutzengel Paul in Drop Dead Diva zu sehen.

## Filmografie (Auswahl)
- 1999: Roswell – Alien Attack (Roswell: The Aliens Attack)
- 2009: Blink
- 2009: Lost Tapes (Fernsehserie, eine Folge)
- 2009: All Inclusive (Couples Retreat)
- 2010: Victorious (Fernsehserie, zwei Folgen)
- 2010: Devolved
- 2011: Hughes the Force
- 2011–2012: 90210 (Fernsehserie, 18 Folgen)
- 2012: Never Fade Away (Fernsehserie, vier Folgen)
- 2013: Im Bann der Hexe (The Wicked)
- 2013: Geography Club
- 2013: Born Wild
- 2013–2014: Drop Dead Diva (Fernsehserie, 22 Folgen)
- 2015: Significant Mother (Fernsehserie, Folge 1x07)